# Ястребови
Ястребови (Accipitridae) са широко разпространено семейство дневни грабливи птици от разред Ястребоподобни.

## Общи сведения
Разнообразни по размер видове, общо взето със заоблени криле за разлика от соколите. При много видове главата е с оголени участъци, около човката в жълт цвят. Имат здрави и заострени нокти.

## Разпространение
Семейството е широко разпространено по целия свят, като не се срещат единствено на Антарктида. Обитават най-разнообразни местности и терени, полупустинни, степни, гористи местности, планини и равнини.
На територията на България са регистрирани 28 вида, като всички те са защитени от закона:
- Accipiter brevipes – Късопръст ястреб
- Accipiter gentilis – Голям ястреб
- Accipiter nisus – Малък ястреб
- Aegypius monachus – Черен лешояд
- Aquila chrysaetos – Скален орел
- Aquila clanga – Голям креслив орел
- Aquila heliaca – Кръстат (Царски) орел
- Aquila nipalensis – Степен орел
- Aquila pomarina – Малък креслив орел
- Buteo buteo – Обикновен мишелов
- Buteo lagopus – Северен мишелов
- Buteo rufinus – Белоопашат мишелов
- Circaetus gallicus – Орел змияр
- Circus aeruginosus – Тръстиков блатар
- Circus cyaneus – Полски блатар
- Circus macrourus – Степен блатар
- Circus pygargus – Ливаден блатар
- Elanus caeruleus – Пепелява каня
- Gypaetus barbatus – Брадат лешояд
- Gyps fulvus – Белоглав лешояд
- Haliaeetus albicilla – Морски орел
- Hieraaetus fasciatus – Ястребов орел
- Hieraaetus pennatus – Малък орел
- Milvus migrans – Черна каня
- Milvus milvus – Червена каня
- Neophron percnopterus – Египетски лешояд
- Pandion haliaetus – Орел рибар
- Pernis apivorus – Осояд

## Начин на живот и хранене
Всички видове в семейството се хранят с животинска храна, като повечето са активни ловци и плячката им е със сходни на самите тях размери. Несъмнено някои от видовете имат по-тясна специализация, като осояда, който се храни предимно с насекоми или лешоядите, които основно ядат мърша.

## Списък на родовете
Семейство Ястребови
- Подсемейство Elaninae
  - Род Gampsonyx
  - Род Chelictinia
  - Род Elanus – Пепеляви кани
- Подсемейство Gypaetinae
  - Род Polyboroides
  - Род Gypohierax – Палмови лешояди
  - Род Neophron – Египетски лешояди
  - Род Gypaetus – Брадати лешояди
- Подсемейство Perninae
  - Род Eutriorchis
  - Род Leptodon
  - Род Chondrohierax
  - Род Elanoides
  - Род Pernis – Осояди
  - Род Aviceda
  - Род Hamirostra
  - Род Lophoictinia
  - Род Henicopernis
- Подсемейство Circaetinae
  - Род Spilornis
  - Род Pithecophaga
  - Род Terathopius
  - Род Circaetus – Орли змияри
- Подсемейство Gypinae
  - Род Sarcogyps
  - Род Trigonoceps
  - Род Torgos
  - Род Aegypius – Черни лешояди
  - Род Necrosyrtes – Качулати лешояди
  - Род Gyps – Белоглави лешояди
- Подсемейство Harpiinae
  - Род Macheiramphus
  - Род Harpyopsis
  - Род Morphnus
  - Род Harpia – Харпии
- Подсемейство Aquilinae
  - Род Stephanoaetus
  - Род Nisaetus
  - Род Spizaetus
  - Род Lophotriorchis
  - Род Polemaetus
  - Род Lophaetus – Дългокачулат орел
  - Род Ictinaetus
  - Род Clanga
  - Род Hieraaetus – Ястребови (Малки) орли
  - Род Aquila – Орли
- Подсемейство Lophospizinae
  - Род Lophospiza
- Подсемейство Harpaginae
  - Род Hieraspiza
  - Род Kaupifalco
  - Род Harpagus
- Подсемейство Melieraxinae
  - Род Micronisus
  - Род Melierax
  - Род Urotriorchis
- Подсемейство Accipitrinae
  - Род Erythrotriorchis
  - Род Megatriorchis
  - Род Accipiter – Ястреби
  - Род Circus – Блатари
- Подсемейство Buteoninae
  - Триб Milvini
    - Род Milvus – Кани
    - Род Haliastur
    - Род Haliaeetus – Морски орли

  - Триб Buteonini
    - Род Butastur
    - Род Ictinia
    - Род Busarellus
    - Род Rostrhamus
    - Род Helicolestes
    - Род Geranospiza
    - Род Cryptoleucopteryx
    - Род Buteogallus – Черни ястреби
    - Род Morphnarchus
    - Род Rupornis
    - Род Parabuteo
    - Род Geranoaetus
    - Род Pseudastur
    - Род Leucopternis
    - Род †Bermuteo
    - Род Buteo – Мишелови

### Изчезнали родове
- Род †Milvoides
- Род †Aquilavus
- Род †Palaeocircus
- Род †Aviraptor
- Род †Palaeastur
- Род †Pengana
- Род †Promilio
- Род †Proictinia
- Род †Neophrontops
- Род †Mioaegypius
- Род †Apatosagittarius
- Род †Gansugyps
- Род †Palaeoborus
- Род †Qiluornis
- Род †Thegornis
- Род †Garganoaetus
- Род †Amplibuteo
- Род †Neogyps
- Род †Palaeohierax